# Fumay
Fumay település Franciaországban, Ardennes megyében. Lakosainak száma 3118 fő (2022. január 1.). Fumay Haybes, Revin és Rocroi községekkel határos.

## Népesség
A település népességének változása:
| Lakosok száma | 6426 | 5782 | 5363 | 3997 | 3605 | 3464 | 3481 | 3280 | 3181 | 3118 |
|               | 1968 | 1982 | 1990 | 2006 | 2013 | 2015 | 2017 | 2019 | 2020 | 2022 |